# داريو هانت
داريو هانت (بالإنجليزية: Dario Hunt)‏ مواليد 2 مايو 1989 في كولورادو سبرينغس، هو لاعب كرة سلة أمريكي. بدأ مسيرته الاحترافية في سنة 2012. يلعب مع نانسي باسكت في الدوري الفرنسي لكرة السلة الدرجة الأولى كلاعب وسط. يحمل الرقم 4.

## المسيرة الاحترافية
لعب مع نادي أوديسا لكرة السلة في موسم 2012–2013، ثم لعب مع أورلاندينا باسكيت في الدوري الإيطالي في موسم 2014–2015، ثم لعب مع يوفي كازيرتا باسكت في موسم 2015–2016، ثم لعب مع نانسي باسكت في الدوري الفرنسي في سنة 2016.

## روابط خارجية
- داريو هانت على موقع الدوري الأوروبي لكرة السلة (الإنجليزية)
- داريو هانت على موقع كرة السلة الأوروبية.كوم (الإنجليزية)
- داريو هانت على موقع كلية كرة السلة في سبورتس رفرنس.كوم (الإنجليزية)
- داريو هانت على موقع ريلجم (الإنجليزية)
- داريو هانت على موقع بروبوليرز (الإنجليزية)
- داريو هانت على موقع سبورتس رفرنس (الإنجليزية)
- داريو هانت على موقع سبورتس رفرنس (الإنجليزية)